# Огосе
Огосе (яп. 越生町 Огосэ-мати) — посёлок в Японии, находящийся в уезде Ирума префектуры Сайтама. Площадь посёлка составляет 40,44 км², население — 12 000 человек (1 августа 2014), плотность населения — 296,74 чел./км².

## Географическое положение
Посёлок расположен на острове Хонсю в префектуре Сайтама региона Канто. С ним граничат город Ханно и посёлки Морояма, Токигава, Хатояма.

## Население
Население посёлка составляет 12 000 человек (1 августа 2014), а плотность — 296,74 чел./км². Изменение численности населения с 1980 по 2005 годы:
| 1980 | 11 361 чел. |  |
| 1985 | 11 622 чел. |  |
| 1990 | 12 497 чел. |  |
| 1995 | 13 609 чел. |  |
| 2000 | 13 718 чел. |  |
| 2005 | 13 356 чел. |  |

## Символика
Деревом посёлка считается слива японская, цветком — керрия, птицей — Cettia diphone.